# Les Horaces
Les Horaces ist eine Tragédie lyrique in drei Akten und zwei Intermèdes von Antonio Salieri auf einen Text von Nicolas François Guillard nach Horace von Pierre Corneille. Die Uraufführung fand am 2. November in Fontainebleau oder am 2. Dezember 1786 im Hoftheater von Versailles statt. Die öffentliche Uraufführung erfolgte am 7. Dezember 1786 in der Pariser Oper.
Die Premiere der Oper geriet zum Fiasko, die Aufführung schloss laut Salieris erstem Biographen Ignaz Franz von Mosel „nicht nur ohne Beifall, sondern mit unzweideutigen Zeichen des Missfallens.“ Neben einigen Missgeschicken während der Aufführung müssen vor allem das Sujet und das Textbuch für einen Misserfolg verantwortlich gemacht werden. Salieris Komposition konnte die Unzulänglichkeiten des Librettos trotz vieler gelungener Stellen nicht ausgleichen. Das Werk kreist zu sehr um den Konflikt zwischen Liebe und Staatspflicht, die Personen sind zu eindimensional gezeichnet.
Die hohen Erwartungen, die man nach dem überwältigenden Erfolg von Salieris erster französischer Oper Les Danaïdes (1784) in den Komponisten gesetzt hatte, sahen zeitgenössische Kritiker nicht erfüllt.
Beaumarchais äußerte sich über das Werk Salieri gegenüber: „Ein wirklich schönes Werk, aber ein bisschen zu düster für Paris.“
Der französische Dirigent Christophe Rousset und das Ensemble Talens Lyriques haben 2016 die ersten (konzertanten) Wiederaufführung von Les Horaces in Paris und Wien abgehalten. Auszüge des Werkes erklangen bereits 2010 beim Festival "Walldorfer Musiktage" mit der Sopranistin Caroline Melzer, dem Tenor Thomas Ströckens und dem Karlsruher Barockorchester unter der Leitung von Timo Jouko Herrmann.